# Philippe Gilbert
Philippe Gilbert (Verviers, 5 de juliol de 1982) fou un ciclista belga, professional des del 2003 fins al 2022. Va obtenir 80 victòries, de les quals es destaquen una etapa al Giro d'Itàlia de 2009, dues edicions de la París-Tours, el 2008 i 2009 i la Volta a Llombardia de 2009.
El 2010 guanyà dues etapes a la Volta a Espanya, cosa que li serví per portar el mallot vermell de líder durant 5 etapes. En les clàssiques destacà guanyant l'Amstel Gold Race i revalidant el triomf a la Volta a Llombardia i el Giro del Piemont.
El 2011 fou el seu gran any per la gran quantitat de victòries destacades que aconsegueix. Guanya al Tour de França la primera etapa i duu el maillot groc un dia; a més aconsegueix d'aquesta manera victòria a les tres grans voltes. Guanya les tres curses del Tríptic de les Ardenes (Amstel Gold Race, Fletxa Valona i Lieja-Bastogne-Lieja); és campió de Bèlgica en ruta i en contrarellotge o entre d'altres la Clàssica de Sant Sebastià, el Gran Premi Ciclista de Quebec o la Fletxa Brabançona.
El 2012, després d'una temporada amb tan sols dues victòries, es proclamà Campió del món de ciclisme en ruta en guanyar a Valkenburg per davant Edvald Boasson Hagen i Alejandro Valverde.
El 2019 va guanyar la París-Roubaix i es convertí en el novè ciclista en guanyar quatre monuments del ciclisme.

## Palmarès
- 2002
  - 1r al Tríptic de les Ardenes i vencedor d'una etapa
  - Vencedor d'una etapa al Tour de Loir i Cher
  - Vencedor d'una etapa al Triptyque des Barrages
- 2003
  - Vencedor d'una etapa al Tour de l'Avenir
- 2004
  - 1r a la París-Corrèze
  - Vencedor d'una etapa al Tour Down Under
- 2005
  - 1r al Trofeu dels Escaladors
  - 1r al Tour du Haut-Var
  - 1r a la Polynormande
  - 1r a la Copa de França de ciclisme
  - Vencedor d'una etapa als Quatre dies de Dunkerque
  - Vencedor d'una etapa al Tour del Mediterrani
- 2006
  - 1r a l'Omloop Het Volk
  - 1r al Gran Premi de Valònia
  - 1r al Gran Premi de Fourmies
  - Vencedor d'una etapa a la Dauphiné Libéré
  - Vencedor d'una etapa al Tour del Benelux
- 2007
  - Vencedor d'una etapa al Tour del Llemosí
- 2008
  - 1r a la París-Tours
  - 1r a l'Omloop Het Volk
  - 1r a la Challenge de Mallorca
  - 1r al Trofeu Mallorca
  - 1r al Trofeu Sòller
  - 1r a Le Samyn
- 2009
  - 1r a la París-Tours
  - 1r a la Volta a Llombardia
  - 1r a la Coppa Sabatini
  - 1r a la Ster Elektrotoer i vencedor d'una etapa
  - 1r al Giro del Piemont
  - Vencedor d'una etapa al Giro d'Itàlia
- 2010
  - 1r a l'Amstel Gold Race
  - 1r a la Volta a Llombardia
  - 1r al Giro del Piemont
  - Vencedor de 2 etapes de la Volta a Espanya
  - Vencedor d'una etapa de la Volta a Bèlgica
- 2011
  -  Campió de Bèlgica en ruta
  -  Campió de Bèlgica en contrarellotge
  - 1r a l'Amstel Gold Race
  - 1r a la Fletxa Valona
  - 1r a la Lieja-Bastogne-Lieja
  - 1r a la Clàssica de Sant Sebastià
  - 1r al Gran Premi Ciclista de Quebec
  - 1r a la Monte Paschi Strade Bianche
  - 1r a la Fletxa Brabançona
  - 1r a la Volta a Bèlgica i vencedor d'una etapa
  - 1r a la Ster ZLM Toer i vencedor d'una etapa
  - 1r al Gran Premi de Valònia
  - 1r a la Gullegem Koerse
  - Vencedor de la 1a etapa del Tour de França
  - Vencedor d'una etapa de la Tirrena-Adriàtica
  - Vencedor d'una etapa de l'Eneco Tour
  - Vencedor d'una etapa a la Volta a l'Algarve
- 2012
  -  Campió del món de ciclisme en ruta
  - Vencedor de 2 etapes de la Volta a Espanya
- 2013
  - Vencedor d'una etapa de la Volta a Espanya
- 2014
  - 1r a l'Amstel Gold Race
  - 1r al Tour de Pequín i vencedor d'una etapa
  - 1r a la Fletxa Brabançona
  - 1r a la Ster ZLM Toer i vencedor de 2 etapes
- 2015
  - 1r al Gran Premi Pino Cerami
  - Vencedor de 2 etapes al Giro d'Itàlia
  - Vencedor d'una etapa al Tour de Valònia
- 2016
  -  Campió de Bèlgica en ruta
  - 1r a la Volta a Múrcia
  - Vencedor de 2 etapes a la Volta a Luxemburg
- 2017
  - 1r al Tres dies de La Panne i vencedor d'una etapa
  - 1r al Tour de Flandes
  - 1r a l'Amstel Gold Race
  - Vencedor d'una etapa a la Volta a Suïssa
- 2018
  - 1r al Gran Premi d'Isbergues
- 2019
  - 1r a la París-Roubaix
  - Vencedor d'una etapa al Tour La Provence
  - Vencedor de 2 etapes a la Volta a Espanya
- 2022
  - 1r als Quatre dies de Dunkerque i vencedor d'una etapa

### Resultats al Giro d'Itàlia
- 2004. 32è de la classificació general
- 2006. Abandona (12a etapa)
- 2009. 97è de la classificació general. Vencedor d'una etapa
- 2015. 39è de la classificació general. Vencedor de 2 etapes

### Resultats al Tour de França
- 2005. 70è de la classificació general
- 2006. 110è de la classificació general
- 2007. Abandona (15a etapa)
- 2008. 112è de la classificació general
- 2011. 38è de la classificació general. Vencedor de la 1a etapa. Porta el mallot groc durant 1 etapa
- 2012. 46è de la classificació general
- 2013. 62è de la classificació general
- 2017. No surt (16a etapa)
- 2018. No surt (17a etapa)
- 2020. No surt (2a etapa)
- 2021. 99è de la classificació general
- 2022. 76è de la classificació general

### Resultats a la Volta a Espanya
- 2007. 69è de la classificació general
- 2008. Abandona (18a etapa)
- 2009. 54è de la classificació general
- 2010. 50è de la classificació general. Vencedor de 2 etapes. Porta el mallot vermell durant 5 etapes
- 2012. 59è de la classificació general. Vencedor de 2 etapes
- 2013. Abandona (15a etapa). Vencedor d'una etapa
- 2014. 45è de la classificació general
- 2016. Abandona (14a etapa)
- 2019. 32è de la classificació general. Vencedor de 2 etapes